# 퇼뢰 제당소

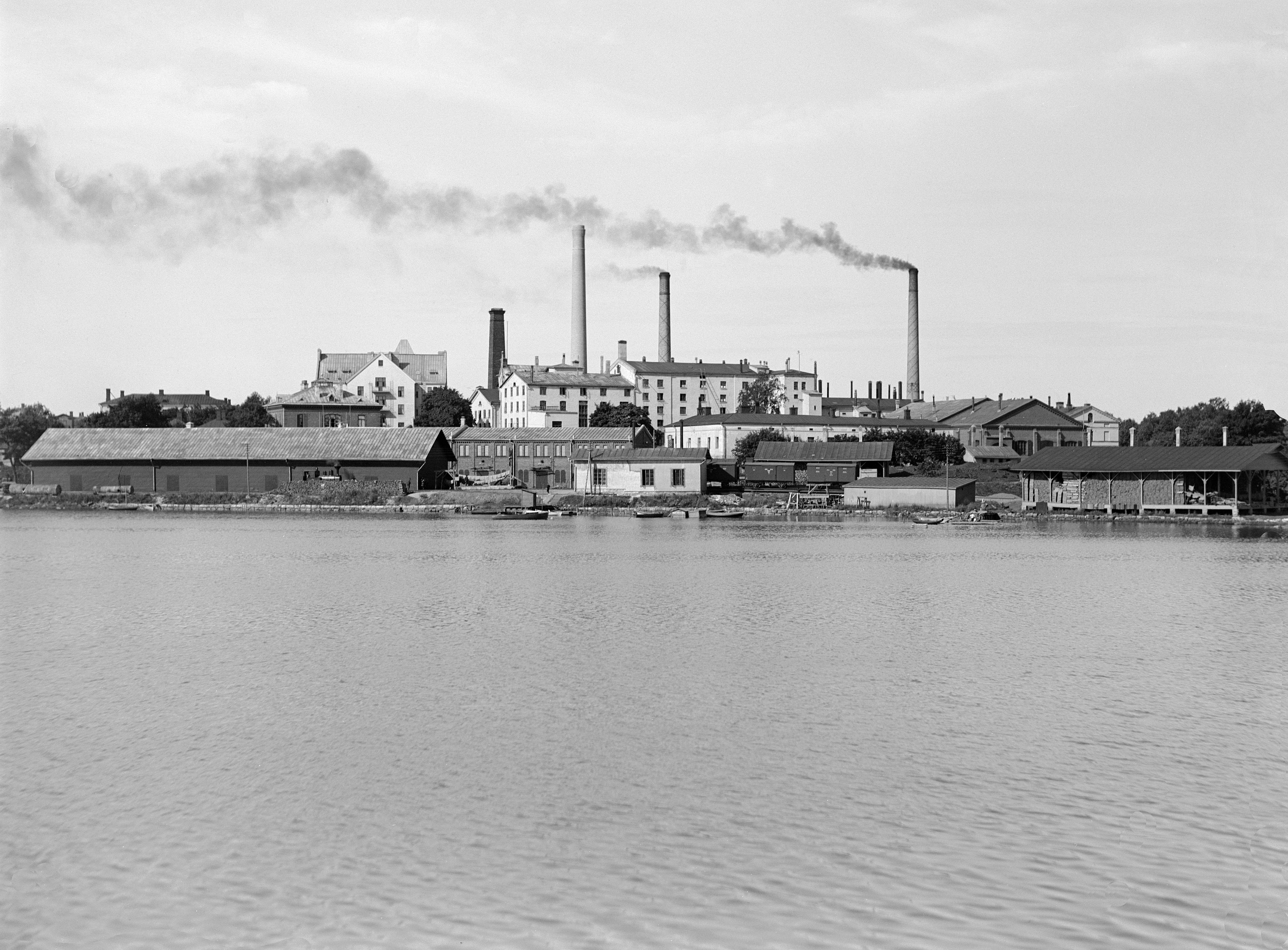
1918년 퇼뢰 만 쪽에서 촬영한 퇼뢰 제당소.

퇼뢰 제당소(핀란드어: Töölön sokeritehdas 퇼뢴 소케리테흐다스[*])는 헬싱키 퇼뢰에 소재했던 제당소다. 1822년에서 1965년까지 존재했으며, 헐린 뒤 그 부지에 오늘날은 핀란드 국립오페라가 들어섰다.
1806년 베른하르드 마네케가 오늘날의 알렉산테리 가와 우니온 가가 만나는 교차로의 키셀레핀 탈로에서 설탕 제조 사업을 시작했다. 이후 1812년 러시아계 핀란드인 표도르 키셀레프가 공장을 인수했다.
당시 공장 소재지는 도심 한복판 원로원 광장 옆에 위치했기에 화재의 위험이 컸고, 설탕 정제 과정에서 나오는 불쾌한 냄새로 민원도 발생했다. 그래서 1823년 헨리크 가와 퇼뢰 만 사이의 부지로 이전하게 되었다. 아직 헬싱키가 지금만큼 커지기 전이라 이 지역은 당시에는 교외였다.
키셀레프가 죽은 뒤 그 유족들이 운영하다가 1860년 유한회사로 권리를 팔았고, 1918년 핀란드 설탕 주식회사에 합병되었다.
1839년에서 1859년 사이에는 퇼뢰 제당소가 핀란드 유일의 제당소였다.
쿠바, 브라질, 자와섬에서 수입된 생설탕을 정제해서 제품을 만들었다. 원래 설탕봉을 생산했으나 19세기 말 이후로는 각설탕도 생산했다.